# Oskar Brüch
Oskar Brüch (* 1. Juli 1869 in Wien; † 31. März 1943 in Melide, Schweiz) war österreichischer Porträt- und Militärmaler.

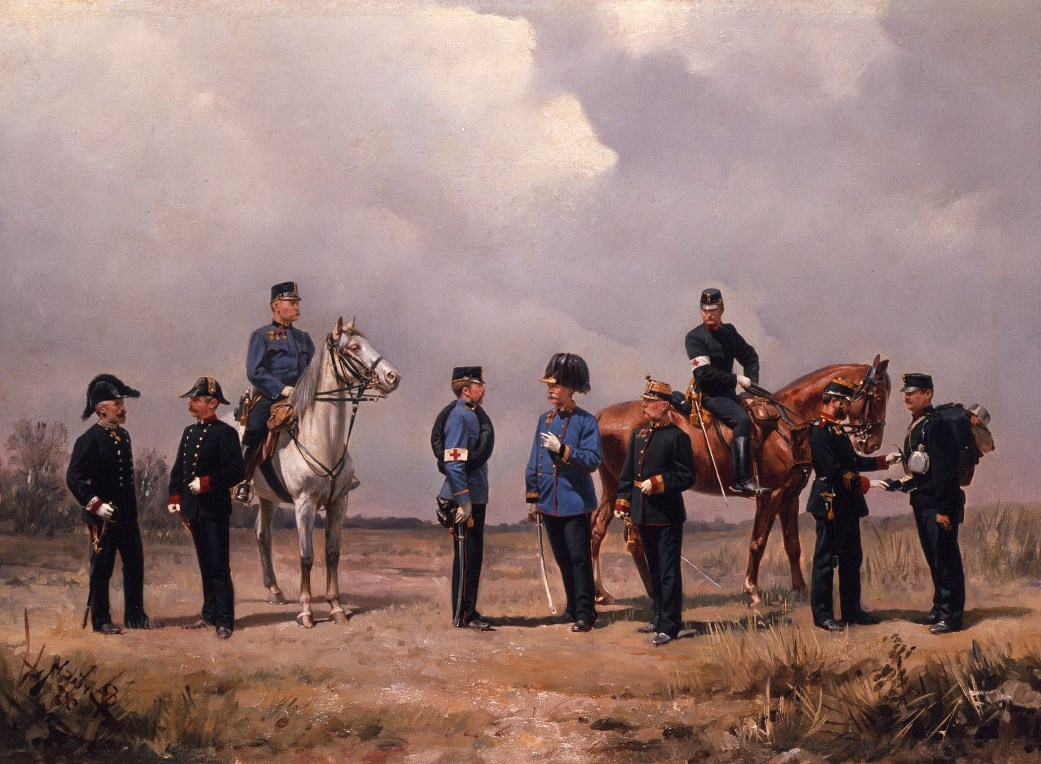
Sanitätstruppe

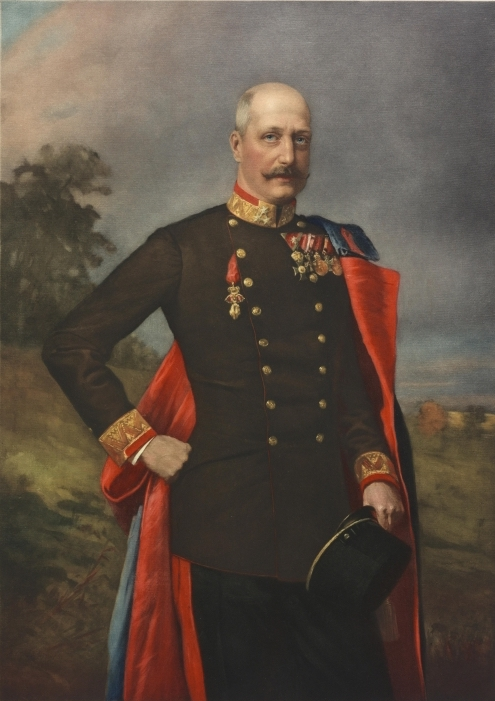
Der Erzherzog Leopold Salvator von Österreich-Toskana

## Leben
Brüch war Sohn eines k.u.k. Offiziers, absolvierte die Militärunter- und Militäroberrealschule sowie im Anschluss die Theresianische Militärakademie in Wiener Neustadt. Bereits während dieser Zeit an der Akademie erfuhr er künstlerische Anerkennung in Form einer goldenen Uhr, die ihm von Kaiser Franz Joseph I. für eine ihm gewidmete Zeichnung geschenkt wurde. 1891 trat Brüch in das k.u.k. Infanterieregiment Nr. 6 ein. 1894 wurde er zum Militärgeographischen Institut versetzt, wo er sich in seiner Freizeit mit malerischen Studien beschäftigte. 
Am 1. November 1895 wurde Brüch zum Oberleutnant befördert und erhielt zur selben Zeit vom Reichskriegsministerium den Auftrag, für die Millenniumsausstellung des Jahres 1896 in Ungarn 33 Bilder zu malen, welche die Adjustierung der gemeinsamen k.u.k. Armee zum Zeitpunkt der Ausstellung dokumentieren sollten. Nach der Fertigstellung dieser Serie erhielt er von 1897 bis 1901 einen Posten als Zeichenlehrer an der Infanteriekadettenschule in Wien. Währenddessen hatte Brüch die Möglichkeit, sich dem Kunststudium zu widmen, wobei er zwei Jahre an der Münchener Akademie bei Wilhelm von Diez absolvierte. 
Ab dem Jahr 1903 war Brüch in den Reservestand überstellt und arbeitete seitdem als freischaffender Künstler, wobei er sich zu einem bekannten und begehrten Porträtmaler entwickelte. So stammen auch die letzten Porträts, die vom Kaiser angefertigt wurden, aus Brüchs Hand.

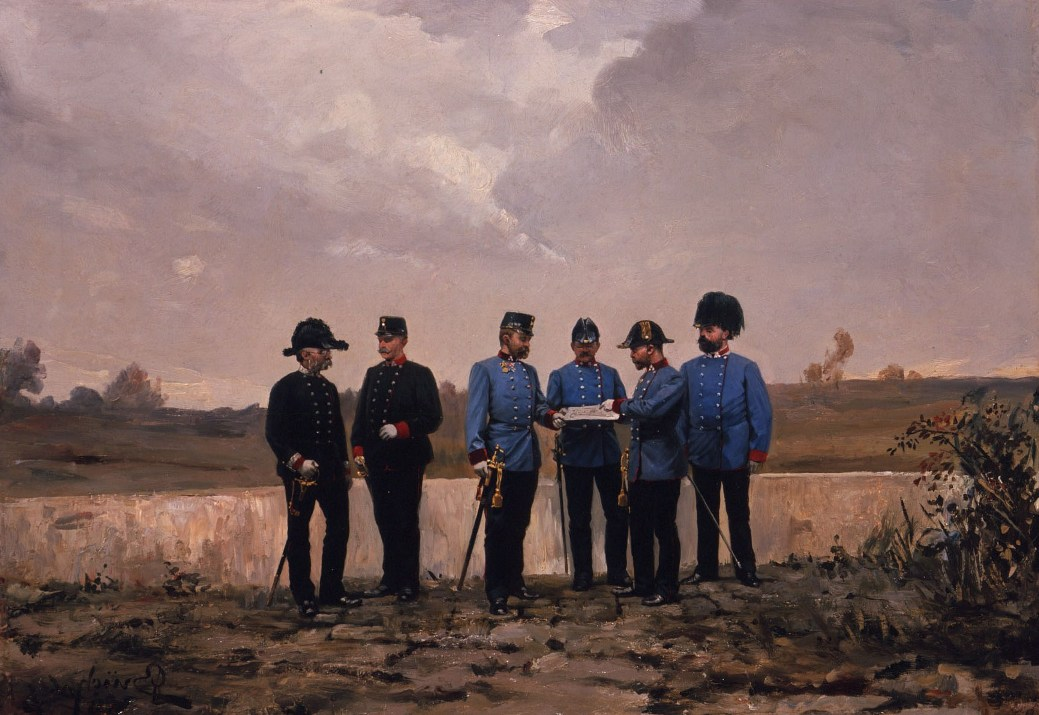
Militärbauwesen

Bei Ausbruch des Ersten Weltkrieges wurde Brüch als Hauptmann zur Armee einberufen. 1915 gab er eine Sammlung von Porträts unter dem Titel „Unsere Heerführer“ heraus, die weite Verbreitung fand. Brüch war auch offizieller Kriegsmaler im k.u.k. Kriegspressequartier.
Brüch verbrachte seinen Lebensabend im Tessin, wurde Schweizer Staatsbürger und verstarb am 31. März 1943 in Melide in der Schweiz.

## Werk
Das Hauptwerk Oskar Brüchs sind jene 34 Ölgemälde, welche in der Dauerausstellung des Heeresgeschichtlichen Museums (Saal V / Franz-Josef-Saal) ausgestellt sind und die Adjustierung der k.u.k. Armee des Jahres 1895 zeigen. Den Auftrag für diese Gemälde erhielt Brüch 1894, sie waren für die im Jahre 1896 in Budapest abgehaltene Millenniums-Landesausstellung anlässlich des 1000-jährigen Bestehens des Königreichs Ungarn bestimmt. 

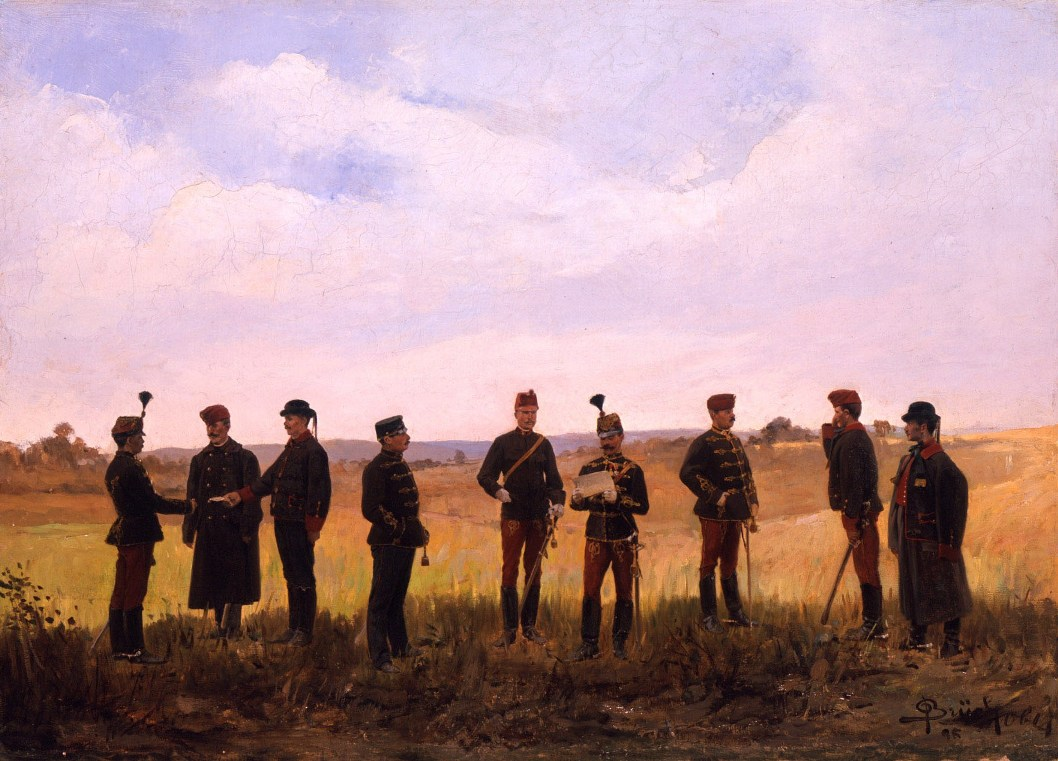
k.u. Gestütsbranche

Diese vor allem wegen ihrer Detailgenauigkeit für die militärhistorische Forschung eminent wichtige Bilderserie hat eine wechselvolle Geschichte: Bei der Budapester Ausstellung von 1896 sollte neben der k.u. Honvéd auch das k.u.k. Heer nicht nur in seiner geschichtlichen Entwicklung, sondern auch in seiner aktuellen Gestalt präsentiert werden. Dazu beauftragte das k.u.k. Reichskriegsministerium die „Photographische Anstalt des Technischen Militärkomitees“, zunächst eine umfangreiche Serie von Fotografien aufzunehmen, mit denen nicht nur sämtliche Stäbe, Truppen und Anstalten des Heeres in ihren verschiedenen Adjustierungen erfasst, sondern darüber hinaus auch die berufliche Tätigkeit der Truppen und Anstalten in charakteristischen Szenen festgehalten werden sollte. Weiters ließ das Reichskriegsministerium eine bestimmte Anzahl dieser Gruppen- und Berufstätigkeitsfotos durch das Militärgeographische Institut in vergrößertem Maßstab auf Leinwand übertragen und dann in Ölfarbe übermalen, wodurch aus dem Rohprodukt gleichsam „Farb-Photos“ im eigentlichen Wortsinn wurden. So wurden dem damaligen Oberleutnant Oskar Brüch 34 Uniformbilder zur Kolorierung übergeben, wobei sich dieser jedoch nicht darauf beschränkte, die Vorlagen einfach zu übermalen. Brüchs künstlerische Leistung lag vielmehr darin, dass er sich an die Vorlagen kaum hielt, die Personen auf den Vorlagen nach seiner eigenen künstlerischen Komposition umgruppierte und sie in von ihm frei gestaltete Landschaften versetzte.
Nach Beendigung der Budapester Ausstellung wurden die Gemälde dem damaligen k.u.k. Heeresmuseum übergeben, wo sie sogleich ihren Platz in der Dauerausstellung fanden. Erst im Zuge einiger Umbauten im Bereich der Ausstellung des Ersten Weltkrieges wurden sie im Oktober 1931 abgenommen und deponiert. Während des Zweiten Weltkrieges wurde die Serie ausgelagert und dürfte Kriegsschäden und Nachkriegszeit gut überstanden haben. Nach 1955 wurden die Gemälde als Leihgaben an Bundesheerkasernen zur Ausschmückung von Kanzleien und Unterkünften übergeben, bald darauf jedoch wieder eingezogen, um die Bildserie in ihrer Gesamtheit in der Dauerausstellung des Heeresgeschichtlichen Museums zeigen zu können.
Dargestellt sind: Deutsche Infanterie (1); Ungarische Infanterie (2); Bosnisch-Herzegowinische Infanterie (3); Jägertruppe (4); Dragoner (5); Husaren (6); Ulanen (7); Feldartillerie (8); Festungsartillerie (9); Technische Artillerie, Train- und Pionierzeugsbeamte (10); Pioniertruppe (11); Eisenbahn- und Telegraphenregiment (12); Sanitätstruppe (13); Tierärztliches Personal (14); Militärverpflegsbranche (15); Monturverwaltungsbranche (16); Militärrechnungskontrollbeamte, Militärregistraturbeamte, Militärkassenbeamte (17); Intendanturbeamte (18); Traintruppe (19); Zöglinge der Militärbildungsanstalten (20); Armeestand, Auditore und Rechnungsführer (21); Militärgeistliche; Militärgeographisches Institut, Technisches Militärkomitee (23); Militärinvalidenversorgungsstand (24); Generalität (25); Adjutanten und Generalstab (26); Artillerie- und Geniestab (27); Militärbauwesen (28); Leibgarden-Offiziersgarden (29); Leibgarden-Mannschaftsgarden (30); Militärpolizeiwachkorps (31); Militärwachkorps für die Zivilgerichte in Wien (32); k.u.k. Gestütsbranche (33); k.u. Gestütsbranche (34).